# Piper Laurie
Piper Laurie, született Rosetta Jacobs (Detroit, 1932. január 22. - Los Angeles, 2023. október 14.) Golden Globe- és Primetime Emmy-díjas amerikai színésznő. 

## Élete és pályafutása
Szülei Alfred Jacobs bútorkereskedő és Charlotte Sadie Alperin. Laurie lengyel és orosz felmenőkkel rendelkezik. Hatévesen Los Angelesbe költöztek, ahol héber iskolába járatták. Laurie-nak sokat segített a retorikaóra, hogy levetkőzhesse szégyenlősségét, így elkezdhetett színészkedni a Universal Pictures stúdiónál. Az 1950-es években már szerződést is kötött, első filmje a Louisa című vígjáték volt. Több televíziós sorozatban is felbukkant, de az áttörést A svindler című filmmel érte el, amiben Paul Newman mellett játszott. Laurie-t Oscar-díjra is jelölték 
a szerepért.
Másik jelentős filmjének a Carrie-t tartják, ebben Laurie a címszereplő megszállottan vallásos édesanyját alakította. A Twin Peaks epizódjaiban is szerepelt, alakításával Golden Globe-díjat nyert. Férjével egy interjú során ismerkedett meg, 1962-ben hozzáment, és húsz évig házasságban élt. Egy lányuk született, Anne Grace.

## Filmográfia

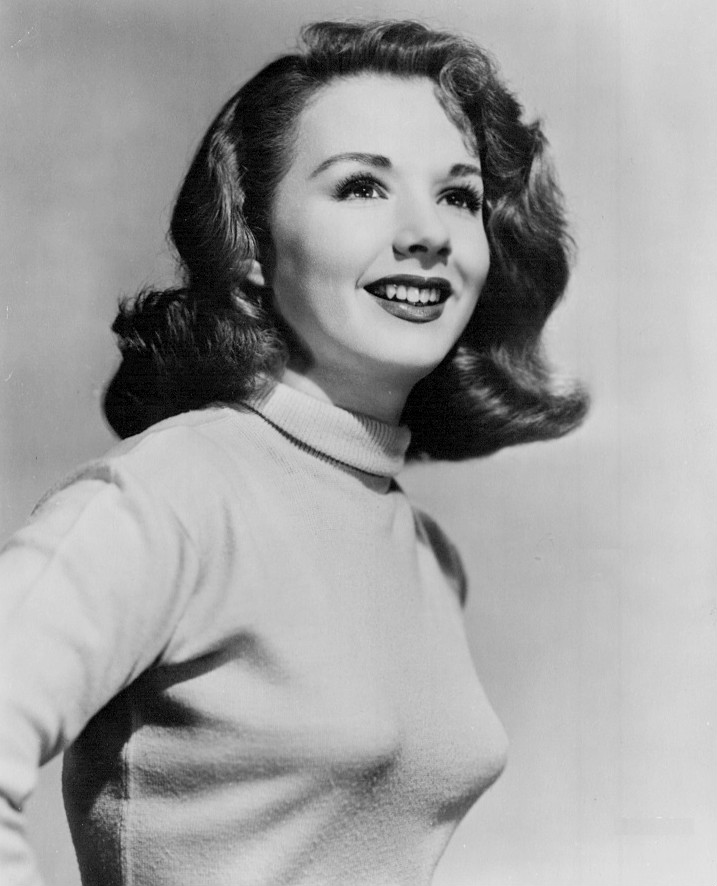
1951-ben

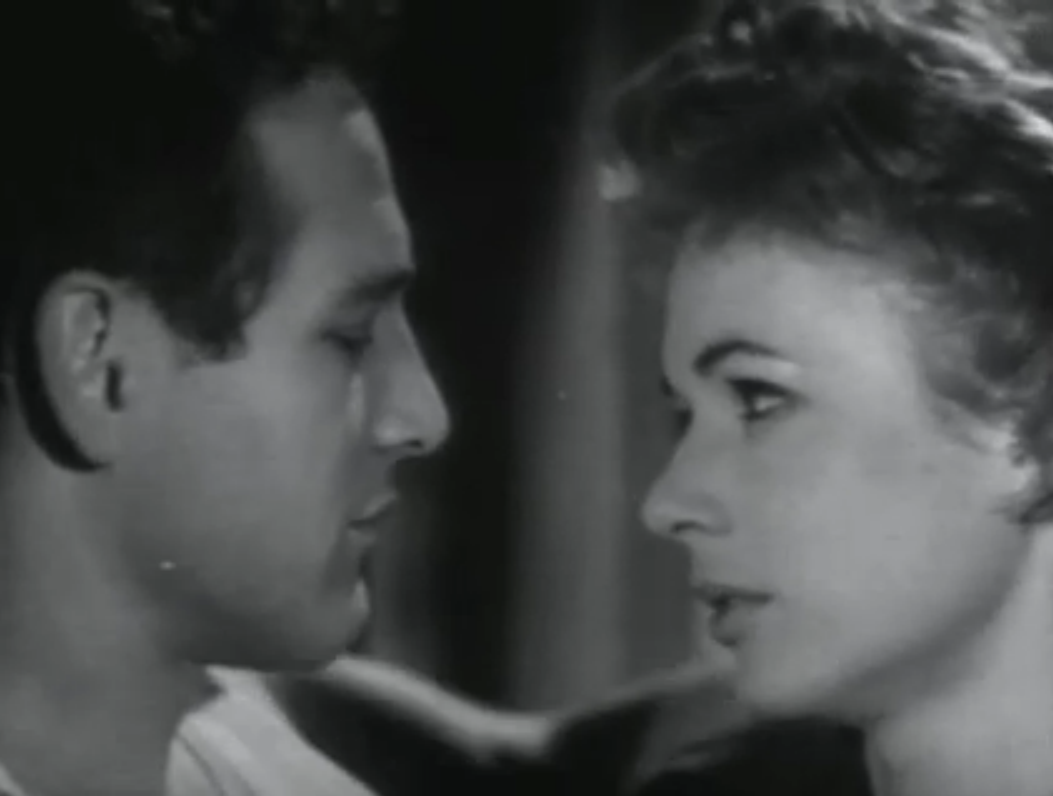
A svindler című 1961-es filmben

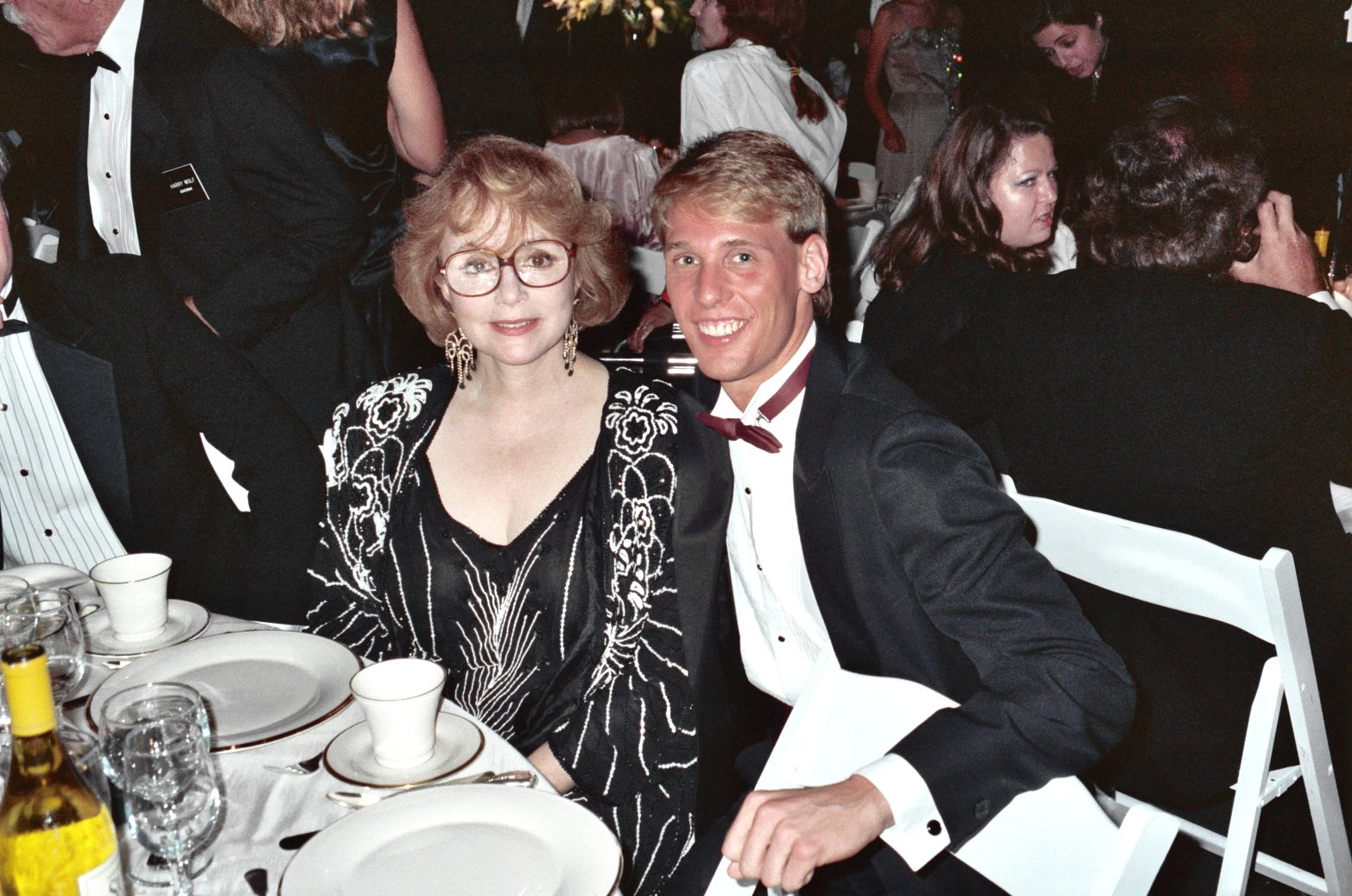
Az 1990-es Emmy-gálán

### Film
| Év   | Magyar cím                  | Eredeti cím                | Szerep                       | Magyar hang                 |
| ---- | --------------------------- | -------------------------- | ---------------------------- | --------------------------- |
| 1950 |                             | Louisa                     | Cathy Norton                 |                             |
| 1950 |                             | The Milkman                | Chris Abbott                 |                             |
| 1951 |                             | Francis Goes to the Races  | Frances Travers              |                             |
| 1951 |                             | The Prince Who Was a Thief | Tina                         |                             |
| 1952 |                             | No Room for the Groom      | Lee Kingshead                |                             |
| 1952 | Ki legyen az örökösöm?      | Has Anybody Seen My Gal?   | Millicent Blaisdell          | Borbás Gabi                 |
| 1952 |                             | Son of Ali Baba            | Azura, Fez hercegnője / Kiki |                             |
| 1953 |                             | The Mississippi Gambler    | Angelique 'Leia' Dureau      |                             |
| 1953 |                             | The Golden Blade           | Khairuzan                    |                             |
| 1954 |                             | Dangerous Mission          | Louise Graham                |                             |
| 1954 |                             | Johnny Dark                | Liz Fielding                 |                             |
| 1954 |                             | Dawn at Socorro            | Rannah Hayes                 |                             |
| 1955 |                             | Smoke Signal               | Laura Evans                  |                             |
| 1955 |                             | Ain't Misbehavin'          | Sarah Bernhardt Hatfield     |                             |
| 1957 |                             | Kelly and Me               | Mina Van Runkel              |                             |
| 1957 | Sziget a napon              | Until They Sail            | Delia Leslie Friskett        |                             |
| 1959 |                             | Winterset                  | Miriamne                     |                             |
| 1961 | A svindler                  | The Hustler                | Sarah Packard                | F. Nagy Erika               |
| 1976 | Carrie                      | Carrie                     | Margaret White               | Takács Kati (1-2. szinkron) |
| 1976 | Carrie                      | Carrie                     | Margaret White               | Sáfár Anikó (3. szinkron)   |
| 1976 |                             | The Woman Rebel            | Margaret Sanger              |                             |
| 1977 |                             | Ruby                       | Ruby Claire                  |                             |
| 1978 | A főnök fia                 | The Boss' Son              | Elaine                       |                             |
| 1979 | Tim                         | Tim                        | Mary Horton                  | Jani Ildikó                 |
| 1979 | Tim                         | Tim                        | Mary Horton                  | Ősi Ildikó                  |
| 1985 | Visszatérés Óz földjére     | Return to Oz               | Em néni                      | Frajt Edit                  |
| 1986 | Egy kisebb isten gyermekei  | Children of a Lesser God   | Mrs. Norman                  | Pápai Erzsi                 |
| 1988 |                             | Distortions                | Margot Caldwell              |                             |
| 1988 | Randevú a halállal          | Appointment with Death     | Emily Boynton                | Andai Györgyi               |
| 1988 | Randevú a halállal          | Appointment with Death     | Emily Boynton                | Halász Aranka               |
| 1988 | A tigris visszatér          | Tiger Warsaw               | Frances Warsaw               | Pásztor Erzsi               |
| 1989 | Álom, édes álom             | Dream a Little Dream       | Gena Ettinger                | Kassai Ilona                |
| 1991 | A nagy likvidátor           | Other People's Money       | Bea Sullivan                 | Géczy Dorottya              |
| 1992 | Storyville                  | Storyville                 | Constance Fowler             | Halász Aranka               |
| 1992 | Puha kis sasfészek          | Rich in Love               | Vera Delmage                 | Borbás Gabi                 |
| 1993 | Trauma                      | Trauma                     | Adriana Petrescu             | Tóth Judit                  |
| 1993 | Hemingway és én             | Wrestling Ernest Hemingway | Georgia                      | Kassai Ilona                |
| 1995 | Menekülés az éjszakába      | The Crossing Guard         | Helen Booth                  | Szabó Éva                   |
| 1995 | A fűhárfa                   | The Grass Harp             | Dolly Talbo                  | Takács Kati                 |
| 1998 | Faculty – Az invázium       | Faculty                    | Mrs. Karen Olson             | Simon Eszter                |
| 1999 | A szállítók – Pokoli utazás | Palmer's Pick-Up           | rádiós evangélikus           |                             |
| 1999 |                             | The Mao Game               | Ida Highland                 |                             |
| 2004 | Lökött gyásznép             | Eulogy                     | Charlotte Collins            | Tóth Judit                  |
| 2006 | A halott lány               | The Dead Girl              | Arden édesanyja              | Halász Aranka               |
| 2007 |                             | Hounddog                   | Grammie                      |                             |
| 2009 |                             | Saving Grace B. Jones      | Marta Shrank                 |                             |
| 2010 | Hesher                      | Hesher                     | nagyi                        | Halász Aranka               |
| 2010 | Egy újabb holdtölte         | Another Harvest Moon       | June                         |                             |
| 2012 |                             | Bad Blood                  | Milly Lathrop                |                             |
| 2018 |                             | Snapshots                  | Rose Muller                  |                             |
| 2018 | A kokainkölyök              | White Boy Rick             | Verna Wershe nagymama        |                             |

### Televízió

#### Tévéfilm
| Év   | Magyar cím                     | Eredeti cím                                   | Szerep                                | Magyar hang        |
| ---- | ------------------------------ | --------------------------------------------- | ------------------------------------- | ------------------ |
| 1961 |                                | Westinghouse Presents: Come Again to Carthage | Mary Joseph nővér                     |                    |
| 1966 |                                | The Long Hunt of April Savage                 | Amelinda Potter                       |                    |
| 1977 |                                | In the Matter of Karen Ann Quinlan            | Julie Quinlan                         |                    |
| 1978 |                                | Rainbow                                       | Ethel Gumm                            |                    |
| 1981 | A bunker                       | The Bunker                                    | Magda Goebbels                        | Menszátor Magdolna |
| 1982 |                                | Mae West                                      | Matilda West                          |                    |
| 1985 |                                | Love, Mary                                    | Christine Goda                        |                    |
| 1985 | Kemény szeretet                | Toughlove                                     | Darlene Marsh                         |                    |
| 1986 | Az ígéret                      | Promise                                       | Annie Gilbert                         |                    |
| 1988 | A fény felé                    | Go Toward the Light                           | Margo                                 | Kassai Ilona       |
| 1990 | Apa és fia                     | Rising Son                                    | Martha Robinson                       |                    |
| 1993 |                                | Love, Lies and Lullabies                      | Margaret Kinsey                       |                    |
| 1994 |                                | Traps                                         | Cora Trapchek                         |                    |
| 1994 |                                | Shadows of Desire                             | Ellis Snow                            |                    |
| 1995 |                                | Fighting For My Daughter                      | Edna Burton bírónő                    |                    |
| 1996 |                                | The Road to Galveston                         | Wanda Kirkman                         |                    |
| 1996 | Egy szempillantás alatt        | In the Blink of an Eye                        | Kay Trafero (stáblistán nem szerepel) |                    |
| 1996 |                                | Wolfpack                                      | ismeretlen szerep                     |                    |
| 1997 |                                | Alone                                         | Lillie Dawson                         |                    |
| 1997 | Intenzitás                     | Intensity                                     | Miriam Braynard                       |                    |
| 1997 |                                | A Christmas Memory                            | Jennie                                |                    |
| 1999 | Majomper                       | Inherit the Wind                              | Sarah Brady                           | Mednyánszky Ági    |
| 2000 | Az ördögűző – Az igaz történet | Possessed                                     | Hanna néni                            | Illyés Mari        |
| 2001 | Halálos hivatás                | Midwives                                      | Cheryl Visco                          |                    |
| 2001 | Puszta kézzel                  | The Last Brickmaker in America                | Ruth Anne                             |                    |

#### Sorozat
| Év        | Magyar cím                               | Eredeti cím                            | Szerep                                       | Megjegyzések                                              |
| --------- | ---------------------------------------- | -------------------------------------- | -------------------------------------------- | --------------------------------------------------------- |
| 1955      |                                          | The Best of Broadway                   | Billie Moore                                 | 1 epizód                                                  |
| 1955      |                                          | Robert Montgomery Presents             | Stacey Spender                               | 1 epizód                                                  |
| 1956      |                                          | Front Row Center                       | Judy Jones                                   | 1 epizód                                                  |
| 1956–1961 |                                          | General Electric Theater               | Phoebe Durkin / Kleopátra / Jessica Galloway | 3 epizód                                                  |
| 1957      |                                          | Studio One                             | Ruth Corneliu                                | 1 epizód                                                  |
| 1957–1958 |                                          | Playhouse 90                           | Ruth McAdam / Kirsten Arnesen Clay           | 2 epizód                                                  |
| 1959      |                                          | Westinghouse Desilu Playhouse          | Eileen Gorman                                | 1 epizód                                                  |
| 1960      |                                          | Play of the Week                       | Eurüdiké                                     | 1 epizód                                                  |
| 1960–1963 |                                          | The United States Steel Hour           | Edna Cartey                                  | 2 epizód                                                  |
| 1963      |                                          | Naked City                             | Mary Highmark                                | 1 epizód                                                  |
| 1963      |                                          | Bob Hope Presents the Chrysler Theatre | Lee Wiley                                    | 1 epizód                                                  |
| 1963      |                                          | Ben Casey                              | Kathleen Dooley                              | 1 epizód                                                  |
| 1964      |                                          | The Eleventh Hour                      | Alicia Carter                                | 1 epizód                                                  |
| 1964      |                                          | Breaking Point                         | Alice Marin                                  | 1 epizód                                                  |
| 1980      |                                          | Skag                                   | Jo Skagska                                   | 6 epizód                                                  |
| 1983      | Tövismadarak                             | The Thorn Birds                        | Anne Mueller                                 | minisorozat (3 epizód)                                    |
| 1983      | Egy kórház magánélete                    | St. Elsewhere                          | Fran Singleton                               | 3 epizód                                                  |
| 1985      |                                          | Hotel                                  | Jessica                                      | 1 epizód                                                  |
| 1985      | Gyilkos sorok                            | Murder, She Wrote                      | Peggy Shannon                                | 1 epizód                                                  |
| 1985      |                                          | Tender Is the Night                    | Elsie Speers                                 | minisorozat (1 epizód)                                    |
| 1985–1986 | Alkonyzóna                               | The Twilight Zone                      | Neva néni / Gramma                           | 2 epizód                                                  |
| 1986      |                                          | Matlock                                | Claire Leigh                                 | 1 epizód                                                  |
| 1989      | A szépség és a szörnyeteg                | Beauty and the Beast                   | Mrs. Davis                                   | 1 epizód                                                  |
| 1990–1991 | Twin Peaks                               | Twin Peaks                             | Catherine Martell / Mr. Tojamura             | - 27 epizód - magyar hangja: - Drahota Andrea - Szabó Éva |
| 1994–1999 | Frasier – A dumagép                      | Frasier                                | Marianne (hangja) / Mrs. Mulhern             | 2 epizód                                                  |
| 1995–1996 | Vészhelyzet                              | ER                                     | Sarah Ross                                   | 2 epizód                                                  |
| 1996      | Halálbiztos diagnózis                    | Diagnosis: Murder                      | Susan Turner helyettes kerületi ügyész       | 1 epizód                                                  |
| 1997      | Angyali érintés                          | Touched by an Angel                    | Annie Doyle                                  | 1 epizód                                                  |
| 1999      |                                          | Brother's Keeper                       | Jane Waide                                   | 1 epizód                                                  |
| 1999      |                                          | Partners                               | Roberta Stahler                              | 1 epizód                                                  |
| 2000      | Will és Grace                            | Will & Grace                           | Sharon                                       | 1 epizód                                                  |
| 2001      | Esküdt ellenségek: Különleges ügyosztály | Law & Order: Special Victims Unit      | Dorothy Rudd                                 | 1 epizód                                                  |
| 2002      |                                          | State of Grace                         | Sophie néni                                  | 1 epizód                                                  |
| 2004      | Haláli hullák                            | Dead Like Me                           | Nina Rommey                                  | 1 epizód                                                  |
| 2005      | Döglött akták                            | Cold Case                              | Rose (2005)                                  | 1 epizód                                                  |
| 2018      | MacGyver                                 | MacGyver                               | Edith                                        | 1 epizód                                                  |

## Szerepei a Broadwayn[6]
- Üvegfigurák (1967)
- Morning's at Seven (2002)

## Díjak és jelölések
| Év   | Cím                        | Díj                                                                                              | Eredmény      |
| ---- | -------------------------- | ------------------------------------------------------------------------------------------------ | ------------- |
| 1958 | Studio One                 | Primetime Emmy-díj a legjobb női főszereplőnek (minisorozat, antológiasorozat vagy tévéfilm)     | Jelölve       |
| 1959 | Playhouse 90               | Primetime Emmy-díj a legjobb női főszereplőnek (minisorozat, antológiasorozat vagy tévéfilm)     | Jelölve       |
| 1961 | A svindler                 | New York-i Filmkritikusok Egyesülete – legjobb színésznő                                         | Harmadik hely |
| 1962 | A svindler                 | Oscar-díj a legjobb női főszereplőnek                                                            | Jelölve       |
| 1962 | A svindler                 | BAFTA-díj a legjobb külföldi színésznőnek                                                        | Jelölve       |
| 1962 | A svindler                 | Hasty Pudding Theatricals, ISA – Az év színésznője                                               | Elnyerte      |
| 1962 | A svindler                 | Laurel-díj a legjobb női főszereplőnek                                                           | Második hely  |
| 1977 | Carrie                     | Oscar-díj a legjobb női mellékszereplőnek                                                        | Jelölve       |
| 1977 | Carrie                     | Golden Globe-díj a legjobb női mellékszereplőnek                                                 | Jelölve       |
| 1981 | A bunker                   | Primetime Emmy-díj a legjobb női mellékszereplőnek (minisorozat, antológiasorozat vagy tévéfilm) | Jelölve       |
| 1983 | Tövismadarak               | Primetime Emmy-díj a legjobb női mellékszereplőnek (minisorozat, antológiasorozat vagy tévéfilm) | Jelölve       |
| 1984 | Tövismadarak               | Golden Globe-díj a legjobb női mellékszereplőnek (sorozat, minisorozat vagy tévéfilm)            | Jelölve       |
| 1984 | Egy kórház magánélete      | Primetime Emmy-díj a legjobb női mellékszereplőnek (drámasorozat)                                | Jelölve       |
| 1987 | Egy kisebb isten gyermekei | Oscar-díj a legjobb női mellékszereplőnek                                                        | Jelölve       |
| 1987 | Az ígéret                  | Golden Globe-díj a legjobb női mellékszereplőnek (sorozat, minisorozat vagy tévéfilm)            | Jelölve       |
| 1987 | Az ígéret                  | Primetime Emmy-díj a legjobb női mellékszereplőnek (minisorozat, antológiasorozat vagy tévéfilm) | Elnyerte      |
| 1990 | Twin Peaks                 | Primetime Emmy-díj a legjobb női főszereplőnek (drámasorozat)                                    | Jelölve       |
| 1991 | Twin Peaks                 | Golden Globe-díj a legjobb női mellékszereplőnek (sorozat, minisorozat vagy tévéfilm)            | Elnyerte      |
| 1991 | Twin Peaks                 | Primetime Emmy-díj a legjobb női mellékszereplőnek (drámasorozat)                                | Jelölve       |
| 1991 | Twin Peaks                 | Soap Opera Digest Award – legjobb gonosz karakter                                                | Jelölve       |
| 1992 | Twin Peaks                 | Soap Opera Digest Award – legjobb színésznő                                                      | Jelölve       |
| 1997 | A fűhárfa                  | SEFCA Award: legjobb női mellékszereplő (megosztva Joan Allennel)                                | Elnyerte      |
| 1999 | Frasier – A dumagép        | Primetime Emmy-díj a legjobb vendégszínésznőnek (vígjátéksorozat)                                | Jelölve       |
| 1999 | The Mao Game               | Seattle Nemzetközi Filmfesztivál: legjobb színésznő                                              | Elnyerte      |
| 1999 | The Mao Game               | Seattle Nemzetközi Filmfesztivál: American Independent Award – Zsűri különdíja                   | Elnyerte      |